# Abraham Gotthelf Kästner
Abraham Gotthelf Kästner   (Leipzig, 27 de setembre de 1719 - Göttingen, 20 de juny de 1800) va ser un matemàtic i epigramatista alemany, del segle xviii.

## Vida
Va néixer a Leipzig (Saxònia), fill d'un professor universitari de jurisprudència. Seguint els desitjos del seu pare, el 1731 va ingressar a la Universitat de Leipzig amb la intenció d'estudiar Dret; però ben aviat el seu interès es va inclinar per la filosofia, la física i les matemàtiques.
El 1739 va obtenir la “venia legendi” que li va permetre donar classes de matemàtiques, filosofia i dret, a la mateixa universitat com a “privatdozent”, sense cobrar, fins al 1746 en què va ser nomenat professor extraordinari. Durant aquesta època va se professor de Gotthold Lessing, amb qui mantindria una activa correspondència al llarg dels anys.
El 1756 va deixar la universitat de Leipzig, en ser nomenat professor de matemàtiques i física a la Universitat de Göttingen per a substituir Johann Andreas Segner que havia deixat el lloc per anar a la Universitat de Halle. En aquella època, Göttingen era una jove universitat (havia estat fundada el 1734), sense el prestigi que va obtenir al segle xix i començaments del XX (sobretot en matemàtiques, sota la direcció de Gauss, Riemann, Dedekind, Hilbert i altres), però amb una considerable llibertat de càtedra.

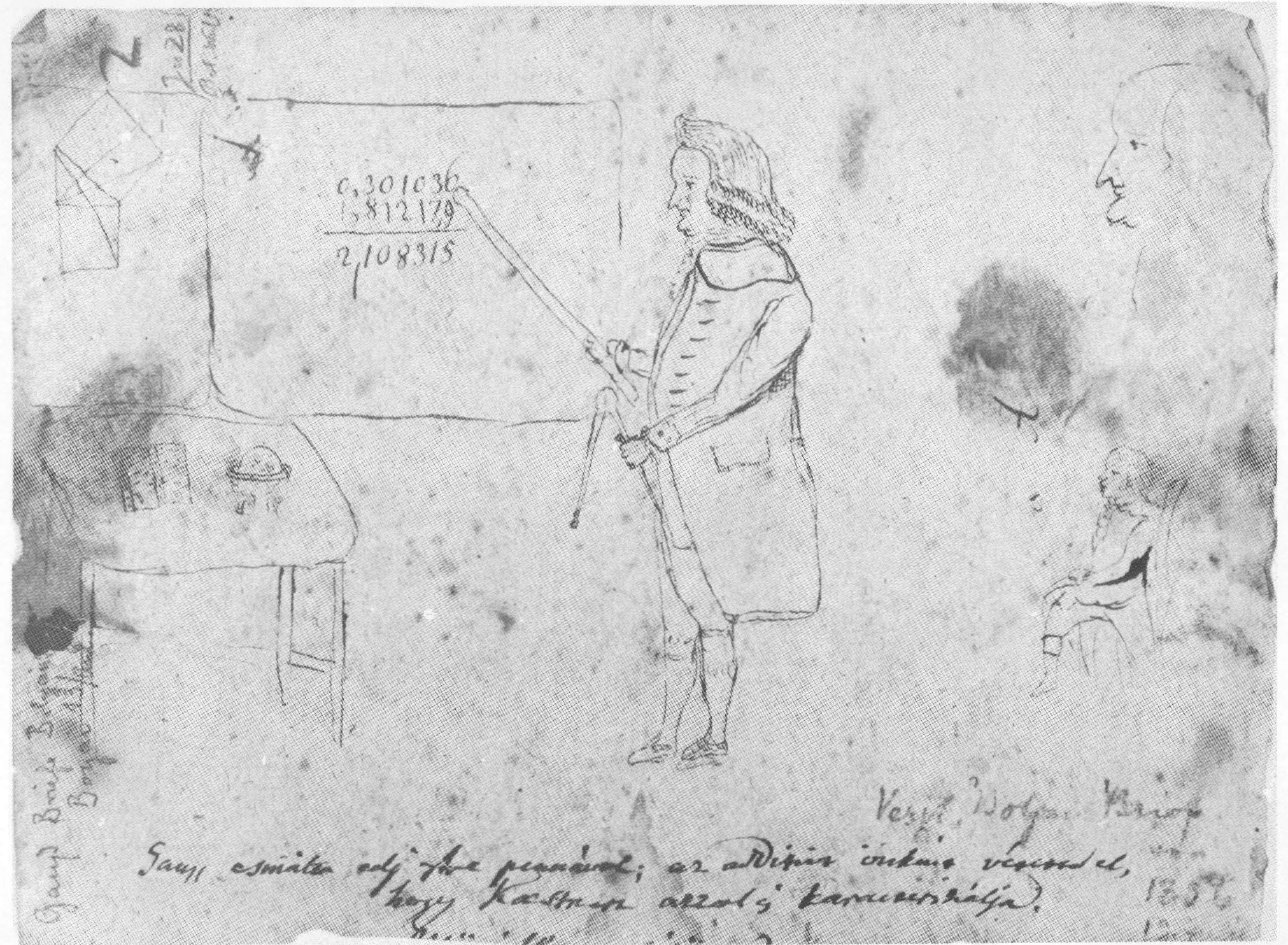
La caricatura de Gauss.

El 1762, en morir Tobias Mayer, també es va convertir en director de l'observatori astronòmic de Göttingen. No va deixar cap d'aquests llocs fins a la seva mort el 1800. Quan ja era molt gran, va ser professor de Gauss, tot i que ell no apreciava gaire les seves classes per considerar-les massa elementals. Es conserva una caricatura que li va fer quan només tenia 18 o 19 anys.
Tot i que no va ser un destacat investigador en matemàtiques, la seva tasca docent va ser molt considerable en editar nombrosos llibres de text en alemany per a estudiants universitaris. A més, a partir dels seus deixebles van néixer diverses generacions de grans matemàtics, com és el cas de Pfaff (director de tesi de Gauss), Bartels (director de tesi de Lobatxevski), Farkas Bolyai (pare de János Bolyai), Erxleben, Lichtenberg, i altres.
També va ser un àcid autor de poemes epigramàtics en els que caricaturitzava els seus contemporanis i que van ser publicats parcialment, sense el seu permís, el 1781. Aquesta activitat li va valdre l'irònic comentari de Gauss (que havia estat alumne seu a Göttingen en els darrers anys del segle xviii) dient: Kaestner és el millor poeta entre els matemàtics i el millor matemàtic entre els poetes.

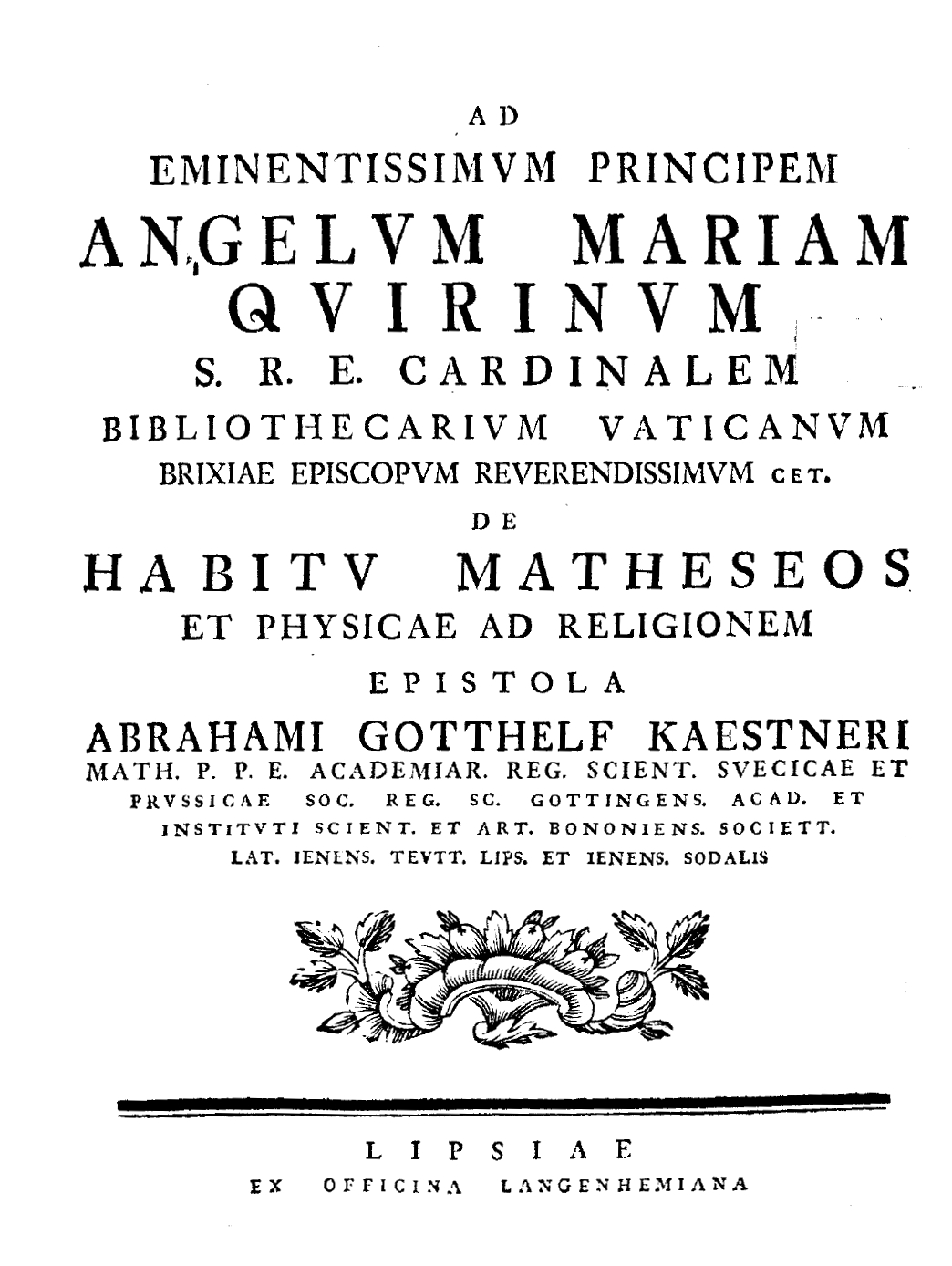
De habitu matheseos et physicae ad religionem, 1752

## Principals Obres
El seu llibre de 1758 Anfangsgründe der angewandten Mathematik (Fonaments de matemàtica aplicada) va ser reeditat nombroses vegades ampliat i retocat inclús després de la seva mort; i va servir com a llibre de text a moltes universitats alemanys fins a començaments del segle XIX. També va publicar una història de les matemàtiques en quatre volums: Geschichte der Mathematik (1796-1800).
El 1783 va publicar els seus poemes i epigrames amb el títol de Vermischten Schriften (Fonts Mixtes) 2 volums.